# اللجنة الشعبية العامة

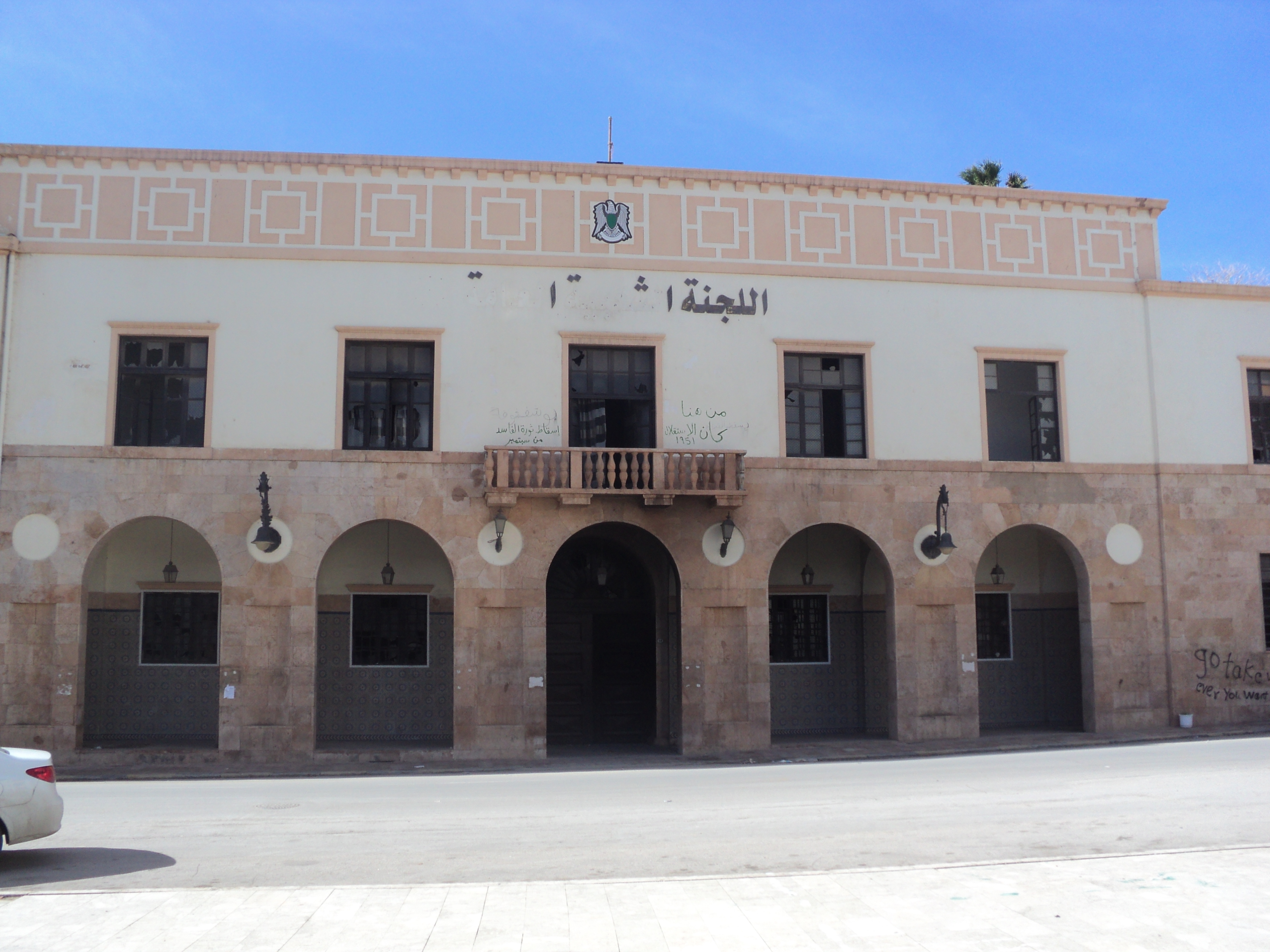
لجنة بنغازي بعد حرقها في التمرد ١٧ فبراير

اللجنة الشعبية العامة كانت أعلى سلطة تنفيذية في ليبيا بعد اعلان الجماهيرية العربية الليبية الشعبية الاشتراكية في مارس 1977 وحتى سقوط نظام العقيد معمر القذافي بعد ثورة فبراير 2011. وأمانة اللجنة تماثل مجلس الوزراء، وأمينها يناظر رئيس الوزراء.
تكونت اللجنة الشعبية العامة من أمناء اللجان الشعبية للمؤتمرات الشعبية الأساسية وأمناء اللجان الشعبية للشعبيات وأمناء اللجان الشعبية العامة للقطاعات والمفتشون العامون الذين يصدر قرار بشأنهم من مؤتمر الشعب العام ويختار مؤتمر الشعب العام أمين اللجنة الشعبية العامة والأمناء المساعدين للجنة الشعبية العامة وفقا لنص المادة الرابعة والعشرون من قانون رقم (1) لسنة 1369 و.ر بشأن المؤتمرات الشعبية واللجان الشعبية من بين المختارين شعبيا أو غيرهم ويكون أمين اللجنة الشعبية العامة والأمناء المساعدون لها أعضاء في مؤتمر الشعب العام. وتحدد اللائحة التنفيذية لهذا القانون الاختصاصات التفصيلية لامين اللجنة الشعبية العامة وأمنائها المساعدين.

## اختصاصات اللجنة الشعبية العامة
تختص اللجنة الشعبية العامة بما يلي :-
1. تنفيذ القوانين والقرارات الصادرة عن المؤتمرات شعبية أساسية المصاغة في مؤتمر الشعب العام.
2. اقتراح مشروع الميزانية التسييرية ومشروع ميزانية التحول وأحالتها إلى مجلس التخطيط العام.
3. إعداد مشروعات خطة التحول والمشروعات العامة وأحالتها إلى مجلس التخطيط العام.
4. اقتراح مشروعات القوانين وكذلك الموضوعات الأخرى التي ترى عرضها على المؤتمرات الشعبية الأساسية.
5. تنفيذ وإدارة المشروعات العامة الاستراتيجية.
6. متابعة أعمال اللجان الشعبية العامة للقطاعات واللجان الشعبية للشعبيات واللجان الشعبية للهيئات والمؤسسات والشركات العامة والأجهزة التي تتبعها والإشراف عليها لضمان سير عملها وفقا لقرارات المؤتمرات الشعبية الأساسية.
7. الإشراف والمتابعة لمشروع النهر الصناعي العظيم واستثماراته.
8. إصدار القرارات المتعلقة بالهياكل التنظيمية للجان الشعبية العامة للقطاعات.
9. تشجيع الاستثمارات الأجنبية في الداخل ومتابعة الاستثمارات الليبية في الخارج.
10. وضع الضوابط المتعلقة بالإيفاد للعمل أو الدراسة أو التدريب أو للعلاج أو للمهام في الخارج.
11. اعتماد المناهج الدراسية.
12. إصدار اللوائح المنظمة للتعاقد على تنفيذ الأعمال والخدمات بالنسبة للعقود التي تمول من الميزانية العامة.
13. إصدار اللوائح التنفيذية للقوانين التي ينص فيها على اختصاصها بها.
14. إنشاء وحل ودمج وتنظيم وإعادة تنظيم المؤسسات والهيئات والأجهزة والمصالح والشركات العامة والإدارات العامة وتحديد اختصاصاتها.
15. ما تكلف به من مهام من مؤتمر الشعب العام أو الأمانة العامة للمؤتمرات الشعبية الأساسية.

## أمانة اللجنة الشعبية العامة
تكون للجنة الشعبية العامة أمانة تتكون من أمينها وأمنائها المساعدين وأمناء اللجان الشعبية العامة للقطاعات والمفتشين العامين، الذين يصدر قرار بشأنهم من مؤتمر الشعب العام تكون مسوؤلة عن متابعة أعمال أمناء اللجان الشعبية العامة للقطاعات والمفتشين العامين، وأمناء اللجان الشعبية للشعبيات وأمناء اللجان الشعبية للهيئات والمؤسسات والمصالح والأجهزة والشركات العامة التي تتبع اللجنة الشعبية العامة

## اختصاصات أمانة اللجنة الشعبية العامة
1. تنفيذ القوانين والقرارات الصادرة عن المؤتمرات الشعبية الأساسية المصاغة في مؤتمر الشعب العام.
2. الدعوة لاجتماعات اللجنة الشعبية العامة، واللجنة الشعبية العامة للشعبيات، ومتابعة تنفيذ قراراتهما.
3. اقتراح مشروعات القوانين، والموضوعات الأخرى التي ترى لزوم عرضها على المؤتمرات الشعبية الأساسية، وعرضها على اللجنة الشعبية العامة لإقرارها وإحالتها إلى أمانة مؤتمر الشعب العام.
4. إبرام المعاهدات، وعقد الاتفاقيات والقروض الدولية. واتخاذ إجراءات عرضها على المؤتمرات الشعبية الأساسية للمصادقة عليها.
5. اعتماد محاضر اجتماعات اللجان المشتركة، ومتابعة مسائل التعاون الدولي.
6. تسمية أمناء وأعضاء اللجان الشعبية للهيئات والمؤسسات والأجهزة والمصالح، والشركات العامة، وكذلك أعضاء الجمعيات العمومية للشركات العامة بالتنسيق مع أمانة مؤتمر الشعب العام، ووفقاً لما تحدده اللائحة التنفيذية لهذا القانون.
7. الإذن للجان الشعبية للشعبيات والهيئات والمؤسسات والشركات العامة بالتعاقد مع الشركات والجهات الأجنبية لتنفيذ المشروعات.
8. الإيفاد للدراسة والتدريب والعمل والمهام في الخارج.
9. التحقيق مع أمناء وأعضاء اللجان الشعبية، وتوقيع العقوبات عليهم وفقاً للتشريعات النافدة والضوابط التي تحددها اللائحة التنفيذية لهذا القانون.
10. الأعمال التي تكلف بها من مؤتمر الشعب العام، أو أمانته أو اللجنة الشعبية العامة، أو اللجنة الشعبية العامة للشعبيات.